# Al-Munafiqun
Al-Munafiqoon  (arabe : سُورَةُ ٱلْمُنَافِقُونَ, français : Les Hypocrites) est le nom traditionnellement donné à la 63e sourate du Coran, le livre sacré de l'islam. Elle comporte 11 versets. Rédigée en arabe comme l'ensemble de l'œuvre religieuse, elle fut proclamée, selon la tradition musulmane, durant la période médinoise.

## Origine du nom
Bien que le titre ne fasse pas directement partie du texte coranique, la tradition musulmane a donné comme nom à cette sourate Les Hypocrites, en référence au contenu du premier verset : « 1. Quand les hypocrites viennent à toi, ils disent : "Nous attestons que tu es certes le messager de Dieu". Dieu sait que tu es vraiment Son messager, et Dieu atteste que les hypocrites sont assurément des menteurs. ».

## Historique
Il n'existe à ce jour pas de sources ou documents historiques permettant de s'assurer de l'ordre chronologique des sourates du Coran. Néanmoins selon une chronologie musulmane attribuée à Ǧaʿfar al-Ṣādiq (VIIIe siècle) et largement diffusée en 1924 sous l’autorité d’al-Azhar,, cette sourate occupe la 104e place. Elle aurait été proclamée pendant la période médinoise, c'est-à-dire schématiquement durant la seconde partie de la vie de Mahomet, après avoir quitté La Mecque. Contestée dès le XIXe par des recherches universitaires, cette chronologie a été revue par Nöldeke,, pour qui cette sourate est la 104e.
Pour Nöldeke, Schwally et Blachère, cette sourate est composée de deux parties d’époques différentes assemblées lors de l’édition finale du Coran. 

## Interprétations

### Versets 1-8: polémique contre les hypocrites
L’interprétation de la tradition musulmane, reprises par un certain nombre de chercheurs, est que les huit premiers versets sont en rapport avec une expédition de Mahomet contre les bédouins.
Les premiers versets de ce passage évoquent les hypocrites (munāfiqūn). Le verset 2 connaît une variante de lecture attribuée à Al-Hassan al-Basrî différente de la lecture canonique. Si Bell préfère celle-ci, Neuenkirchen considère que la variante non-canonique est plus logique au regard du verset suivant.
Le verset 4 contient néanmoins une description plutôt élogieuse des hypocrites. Selon l’interprétation traditionnelle, cette description ne concerne que le chef de ceux-ci. Neuenkirchen remarque tout de même que le Coran utilise la troisième personne du pluriel qui ne peut évoquer que les hypocrites, évoqués au verset 1. Cette description contient plusieurs hapax qui rendent la lecture complexe.
Le verset 8 évoque une ville. Le terme al-madina a été traduit par le nom propre de Médine, alors que cela n’a aucune justification textuelle. Seule la tradition musulmane postérieure identifiera la ville du verset à Yathrib (ancien nom de la ville).

Texte de la sourate (Coran datant de 1874)
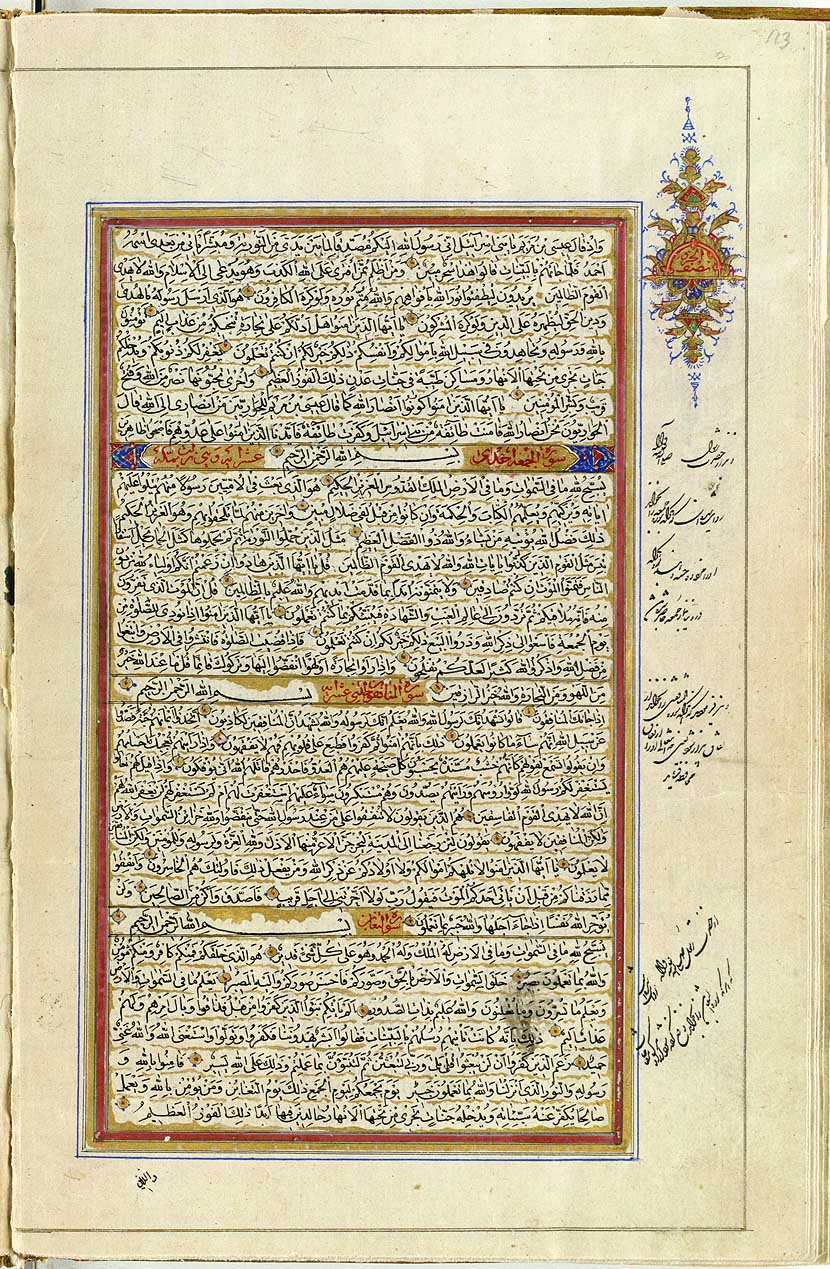